# Parc de la Guineueta
Parc de la Guineueta är en park i Spanien.   Den ligger i provinsen Província de Barcelona och regionen Katalonien, i den östra delen av landet, 500 km öster om huvudstaden Madrid. Parc de la Guineueta ligger 84 meter över havet.
Terrängen runt Parc de la Guineueta är platt österut, men västerut är den kuperad.  Närmaste större samhälle är Barcelona, 5,8 km söder om Parc de la Guineueta. 